# Leo Impekoven
Leo Impekoven (* 3. Juni 1873 in Köln; † 10. Mai 1943 in Berlin) war ein deutscher Bühnenbildner, Maler und Grafiker.

## Leben
Impekoven entstammte der Familie Impekoven. Er war der ältere Bruder des Schauspielers und Theaterautors Toni Impekoven und der Schauspielerin Sabine Impekoven. Er hatte seine Ausbildung an der Bonner Kunstschule erhalten und kam im Alter von 16 Jahren nach Berlin, wo er an der Akademie ausgebildet wurde. Zu Beginn des 20. Jahrhunderts arbeitete er in der Dekorationsfirma „Obronski, Impekoven & Cie Kunstwerkstätten für komplette Theaterausstattungen“ in der Runge-Straße 25–26. Mitbegründer war vermutlich der Berliner Landschaftsmaler Willi Obronski (* 29. September 1876). Es gab zudem 1904 auch ein Atelier für Theaterdekorationen „Obronski, Impekoven & Co.“ in der Ritterstr. 71–75 und ein Atelier in Dachgeschoss eines großen Hauses in der Köpenicker Straße Nr. 55. Er führte in Folge den auf künstlerische Theaterkostüme spezialisierten Kostümverleih Germania und wurde dann künstlerischer Leiter des 1907 in Berlin gegründeten Kostümverleihs Theaterkunst. In Impekovens Atelier wurden zahlreiche Bühnendekorationen angefertigt und bemalt, so unter anderem für die Premiere von William Shakespeares Der Kaufmann von Venedig am 9. November 1905 im Deutschen Theater, das unter der Leitung von Max Reinhardt inszeniert wurde. Impekoven schuf zahlreiche Bühnenbilder, die gut auf den Inhalt der einzelnen Bühnenstücke abgestimmt waren, aber auch Plakate, die unter anderem dazu aufriefen das Vaterland zu verteidigen.

## Werke (Auswahl)
Deutsches Theater Berlin

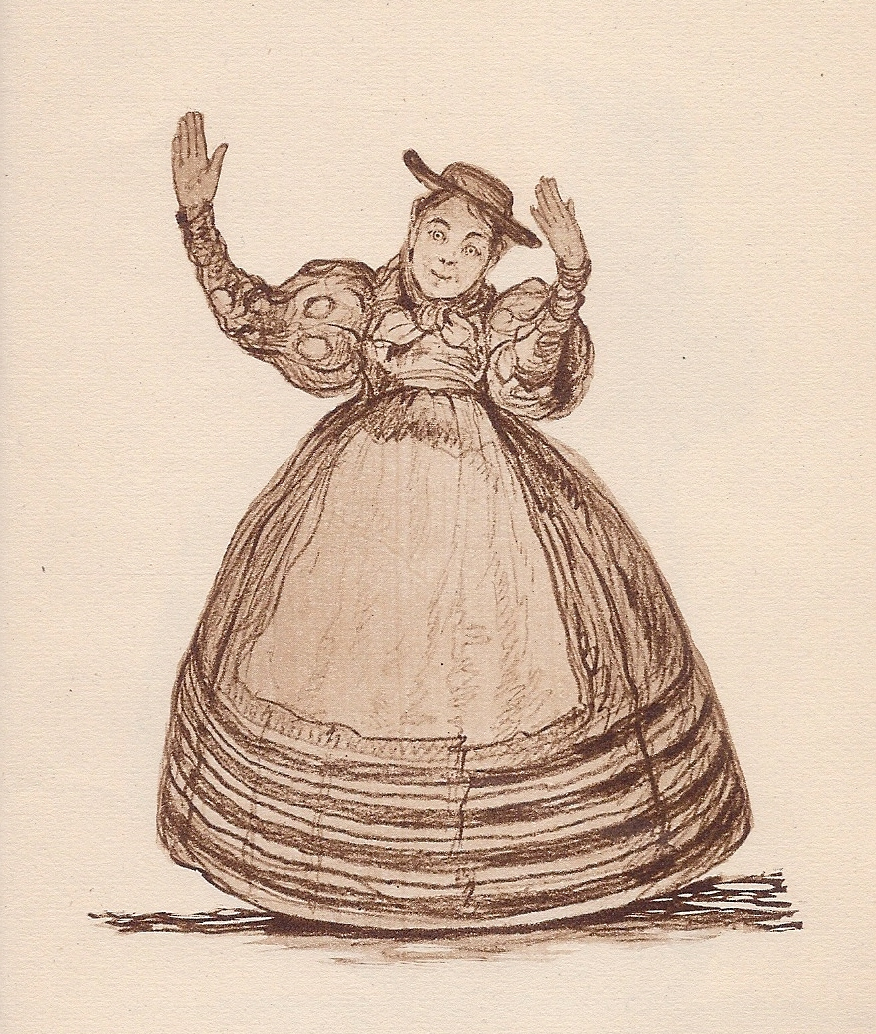
Die Tänzerin Niddy Impekoven

- 6. Dezember 1902: Bühnenbildentwurf zu Der arme Heinrich von Gerhart Hauptmann
- 1903: Bühnenbildentwurf zu Rose Bernd von Gerhart Hauptmann
- 1905: Bühnenbild Haus des Shylock zu Der Kaufmann von Venedig von William Shakespeare
- Das schöne Mädchen von Sevilla von Paul Lincke[4]

Andere Theater
- 3. April 1903: In Zusammenarbeit mit Lovis Corinth, Bühnenbild zu Pelléas und Melisande, Schauspiel von Maurice Maeterlinck (Neues Theater)[5]
- Februar 1922: Faust von Goethe Bühnenbilder nach Lovis Corinth (15 Entwürfe, 20 Figurinen, im Lessingtheater)

Gedruckte Werke
- Victor Laverrenz: In das Land der Fjord. Reisebriefe aus Norwegen. Mit ca. 50 Abbildungen von L. Impekoven und photographischen Aufnahmen. Berlin 1901.
- Max Alberty: Moderne Regie : Ein Buch für Theaterfreunde. Mit Originalillustrationen von Leo Impekoven und Ferdinand Götz. Englert & Schlosser, Frankfurt a. M. 1912.
- Wer rettet das Vaterland? Kunstanstalt Weylandt, Berlin 1919.
- Niddy Impekoven. 16 Kupferdrucke nach Zeichnungen von Leo Impekoven. Mit einem Vorwort von Felix Hollaender. Reiss Verlag, Berlin 1920.

## Ausstellungen (Auswahl)
- 2. Mai bis 15. Juni 1958 Max Reinhardt und seine Bühnenbildner Wallraf-Richartz-Museum in Köln